# Stephen Kotkin
Stephen Mark Kotkin (sinh ngày 17 tháng 2 năm 1959) là một sử gia, học giả và tác giả người Mỹ. Ông là viện sĩ cao cấp Kleinheinz tại Viện Hoover và viện sĩ cao cấp tại khoa Nghiên cứu quốc tế thuộc Viện Spogli Freeman tại Đại học Stanford. Ngoài ra, ông là giám đốc Viện Princeton về Nghiên cứu quốc tế và địa phương và đồng giám đốc chương trình chứng chỉ về Lịch sử và Thực hành ngoại giao. Ông đã giành về nhiều giải thưởng của Guggenheim Fellowship, American Council of Learned Societies và National Endowment for the Humanities Fellowship.
Công trình nghiên cứu đồ sộ nhất của Kotkin phải kể đến là ba tập tiểu sử về Iosif Stalin, trong đó mới chỉ xuất bản hai tập lần lượt mang tên Stalin: Paradoxes of Power, 1878–1928 (2014) và Stalin: Waiting for Hitler, 1929–1941 (2017), còn tập ba vẫn đang trong quá trình phát triển.

## Đóng góp học thuật
| Năm xuất bản | Nhan đề                                                                | Hợp tác                                                                 | Nhà xuất bản                                                                             | ISBN                |
| ------------ | ---------------------------------------------------------------------- | ----------------------------------------------------------------------- | ---------------------------------------------------------------------------------------- | ------------------- |
| 1991         | Steeltown, USSR: Soviet Society in the Gorbachev Era                   |                                                                         | Berkeley: Đại học California; bìa mềm với lời bạt 1993                                   | ISBN 0962262900     |
| 1995         | Rediscovering Russia in Asia: Siberia and the Russian Far East         |                                                                         | M. E. Sharpe                                                                             | ISBN 1563245469     |
| 1995         | Magnetic Mountain: Stalinism as a Civilization                         |                                                                         | Berkeley: Đại học California                                                             | ISBN 0520069080     |
| 2001         | Armageddon Averted: the Soviet Collapse, 1970–2000                     |                                                                         | Oxford và New York: Đại học Oxford; bìa mềm với lời nói đầu mới, 2003; bản cập nhật 2008 | ISBN 0192802453     |
| 2002         | Political Corruption in Transition: A Sceptic's Handbook               | Đồng tác giả với András Sajó                                            | NXB Đại học Trung Âu                                                                     | ISBN 9639241466     |
| 2003         | The Cultural Gradient: The Transmission of Ideas in Europe, 1789–1991  | Đồng tác giả với Catherine Evtuhov                                      | Rowman & Littlefield                                                                     | ISBN 0742520625     |
| 2005         | Korea at the Center: Dynamics of Regionalism in Northeast Asia         | Đồng tác giả với Charles K. Armstrong, Gilbert Rozman, và Samuel S. Kim | M. E. Sharpe                                                                             |                     |
| 2009         | Uncivil Society: 1989 and the Implosion of Communist Establishment     | Với đóng góp của Jan Gross                                              | New York: Modern Library/Random House                                                    | ISBN 978-0679642763 |
| 2010         | Manchurian Railways and the Opening of China: An International History | Biên tập với Bruce A. Elleman                                           | M. E. Sharpe                                                                             | ISBN 978-0765625144 |
| 2014         | Historical Legacies of Communism in Russia and Eastern Europe          | Đồng biên tập với Mark Beissinger                                       | NXB Đại học Cambridge                                                                    | ISBN 1107054176     |
| 2014         | Stalin: Volume I: Paradoxes of Power, 1878–1928                        |                                                                         | Penguin Press                                                                            | ISBN 1594203792     |
| 2017         | Stalin: Volume II: Waiting for Hitler, 1929–1941                       |                                                                         | Penguin Press                                                                            | ISBN 978-1594203800 |